# Dobberkau
Dobberkau is een plaats en voormalige gemeente in de Duitse deelstaat Saksen-Anhalt, en maakt deel uit van de gemeente Bismark (Altmark) in de Landkreis Stendal.
De beide plattelandsdorpjes Dobberkau (begin 2022: 184 inwoners) en Möllenbeck (35 inwoners) vormen samen een Ortschaft van de gemeente Bismark.

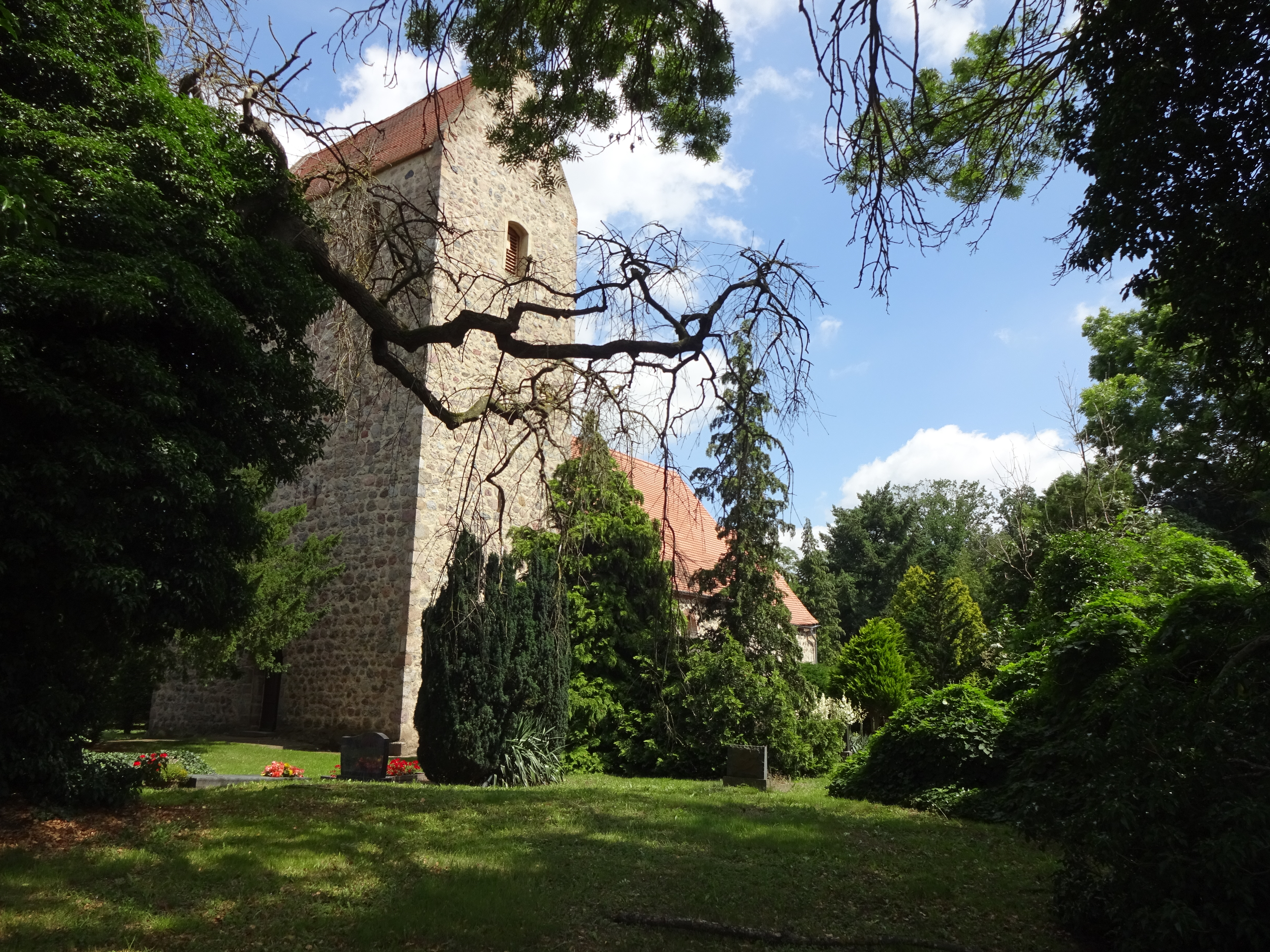
Dorpskerk te Dobberkau
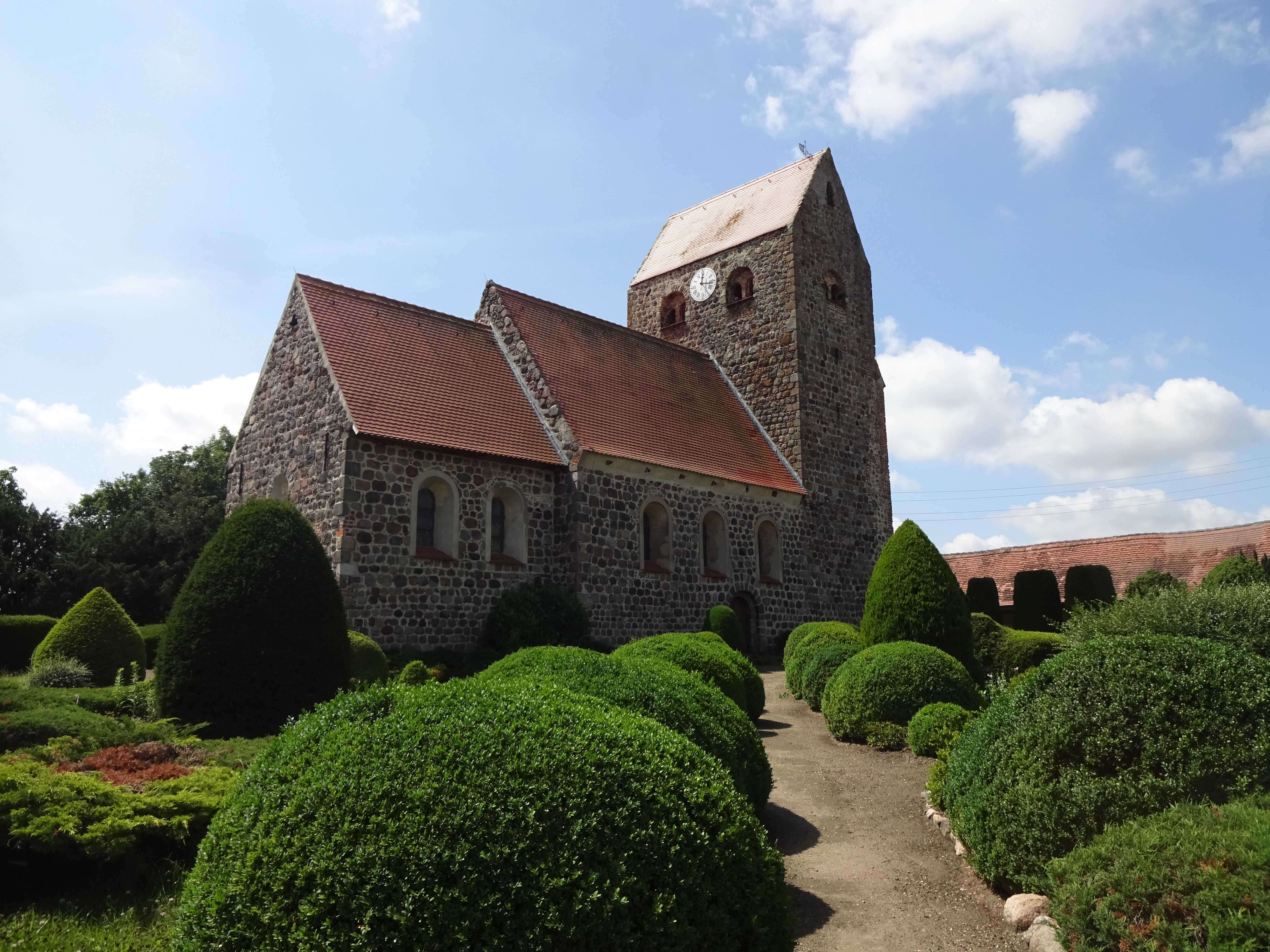
Dorpskerk te Möllenbeck